# تپه نصرت‌آباد
تپه نصرت آباد مربوط به دوران پیش از تاریخ ایران باستان است و در شهرستان قزوین، شهرک نصرت آباد واقع شده و این اثر در تاریخ ۲۵ اسفند ۱۳۸۰ با شمارهٔ ثبت ۵۴۶۰ به‌عنوان یکی از آثار ملی ایران به ثبت رسیده است.